# Mikołaj Sokolnicki
Mikołaj Sokolnicki (Sokoliński) herbu Nowina (ur. 1495, zm. 11 października 1531 w Krakowie) – lekarz, doktor nauk medycznych i profesor Uniwersytetu Krakowskiego.
Urodził się w roku 1495. Był synem Mikołaja z Sokolnik, sędziego zawkrzeńskiego (od 1516). Jego rodzina, herbu Nowina, zaliczała się do drobnej szlachty mazowieckiej z województwa płockiego.
W 1509 roku przybył do Krakowa, by w następnym roku rozpocząć studia na uniwersytecie. Po trzech latach osiągnął stopień bakałarza. Jego dalsze losy do 1520 roku nie są w pełni znane. Opierając się na późniejszych zapiskach Sokolnickiego można stwierdzić, że wędrował po kraju, być może służył jakiemuś lekarzowi, na co wskazuje uzyskana przez niego wiedza z zakresu medycyny. W 1520 roku przebywał na Litwie, gdzie służył w wojsku, jednak był to krótki epizod.
Wiosną 1521 roku powrócił do Krakowa i do studiów uniwersyteckich. Już po roku (2 stycznia 1522) uzyskał stopień magistra sztuk wyzwolonych, po czym poświęcił się studiom medycznym. Jednocześnie z powodzeniem prowadził własną praktykę lekarską. Taka działalność wywołała niezadowolenie profesorów Wydziału Lekarskiego, wskutek czego dwaj spośród nich, Mikołaj z Wieliczki i Piotr z Obornik, 10 maja 1523 roku pozwali go przed sąd rektorski, a następnie biskupi, oskarżając o praktykowanie bez uprawnień. Sokolnicki nie wystraszył się tych działań, przed biskupem Janem Konarskim ostro ocenił swoich adwersarzy, zarzucając im uśmiercenie większej liczby pacjentów w porównaniu do niego. Jakkolwiek na mocy wyroku rektora musiał za to przeprosić obu profesorów, to jego kariera rozwijała się pomyślnie, tym bardziej, że oskarżyciele nie zarzucali mu braku przygotowania do wykonywania zawodu lekarza. W połowie stycznia 1526 roku został bakałarzem medycyny i rozpoczął dwuletnie wykłady na uniwersytecie.
Sokolnicki wiele zawdzięczał Łukaszowi Noskowskiemu, doktorowi medycyny, który był jego mistrzem, a także protektorem. Wybór Noskowskiego na rektora na półrocze zimowe 1526/1527 przyśpieszył dalszą karierę Mikołaja – 18 grudnia 1526 zdał ostatni egzamin, 23 grudnia promowano go na licencjata, a na doktora medycyny 28 lutego 1527 roku, w wyjątkowo uroczystej oprawie. Niedługo potem opuścił Kraków, udając się na Litwę, w orszaku biskupa kamienieckiego Wawrzyńca Międzyleskiego. Powrócił stamtąd 2 września 1527 roku.
W 1521 roku, dzięki protekcji Noskowskiego i Międzyleskiego, znalazł się w kręgu dworu królewskiego, co przejawiało się choćby faktem, że był jednym z autorów (obok Marcina Biema i Bernarda Wapowskiego) horoskopów dla Zygmunta Augusta.
Zmarł w Krakowie 11 października 1531 roku podczas zarazy.
Sokolnicki, określany jako osoba żywiołowa, prowadził swobodny tryb życia. Miał dwoje nieślubnych dzieci – córkę Katarzynę, oddaną na wychowanie sołtysowej z Czyżyn (19 listopada 1528) oraz syna, oddanego do adopcji niejakiej „Rzebrzydowskiej” (9 grudnia 1529). Pomimo budzenia kontrowersji zyskał akceptację ze strony środowiska uniwersyteckiego i popularność wśród krakowskich mieszczan. Brał udział w spotkaniach zwolenników reformacji, utrzymywał kontakty z Andrzejem Trzecielskim.
Pozostawił po sobie dziennik, w którym sporo miejsca poświęcił swemu trybowi życia, prowadzony w formie zapisek marginalnych na drukowanych efemerydach astronomicznych J. Stoefflerinusa Almanach nova 1507–1531..., wydanych w Wenecji (zachowany w zbiorach Biblioteki Jagiellońskiej).